# Frampol
Frampol ist eine Stadt im Powiat Biłgorajski der Woiwodschaft Lublin in Polen. Sie ist Sitz der gleichnamigen Stadt- und Landgemeinde.

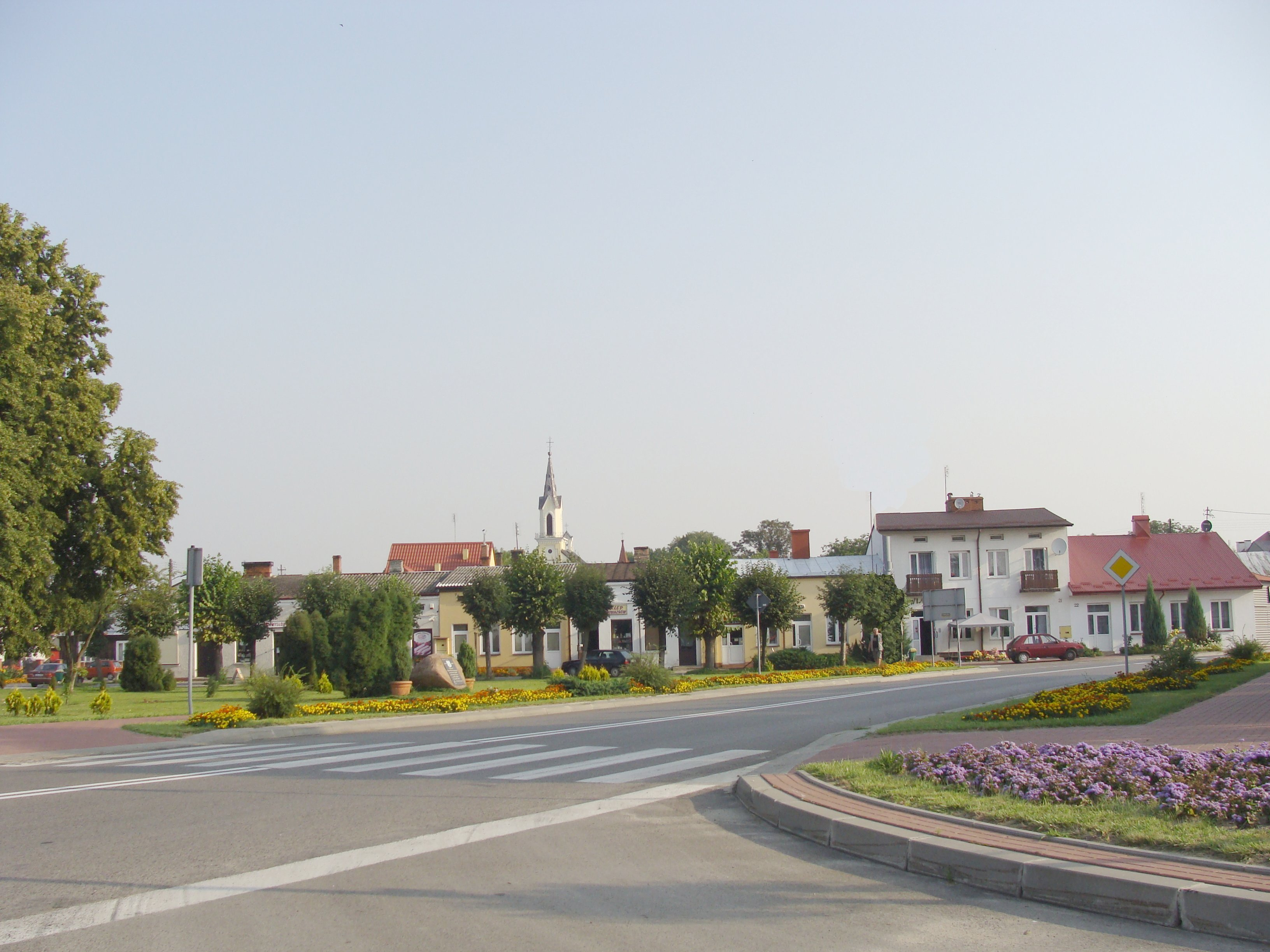
Frampol, 2008

## Geographie
Frampol liegt im südlichen Teil der Woiwodschaft Lublin etwa 60 Kilometer südlich von Lublin. Etwa 75 Kilometer südöstlich der Stadt verläuft die Staatsgrenze Polens zur Ukraine.

## Geschichte
1705 wurde Frampol durch Franciszek Butler gegründet. 1738 erhielt der Ort von August III. das Recht jährlich fünf Jahrmärkte abzuhalten sowie einen Wochenmarkt. Im selben Jahr oder bereits zwei Jahre zuvor erhielt Frampol das Stadtrecht. 1740 wurde eine hölzerne Kirche errichtet und dem Heiligen Johannes von Nepomuk geweiht. Im Jahr 1773 waren vier Zünfte in der Stadt verzeichnet; die Zunft der Weber, der Schuster, der Fleischer und der Töpfer. Im selben Jahr erhielten die Bürger der Stadt das Recht ihren eigenen Bürgermeister sowie Schöffen zu wählen. Bei der Dritten Teilung Polens kam die Stadt 1795 unter die Herrschaft Österreichs. Diese währte bis zur Bildung des Herzogtums Warschau 1809 von welchem Frampol ein Teil wurde und schließlich 1815 Teil Kongresspolens wurde. 1869 verlor die Stadt ihr Stadtrecht, als Zar Alexander II. die Zahl der Städte auf polnischem Gebiet reduzierte. Im Jahr 1878 wurde eine Synagoge in Frampol errichtet. Am 13. September 1939 wurde die Stadt von der deutschen Luftwaffe bombardiert und dabei zu 90 Prozent zerstört. Es wird vermutet, dass die starke Zerstörung der militärisch unbedeutenden Stadt ein Test für die Fähigkeiten des Flächenbombardements war.
Mitte September marschierte die Rote Armee in die Stadt ein. Diese verweilte aber nur kurz in der Stadt, bevor die deutsche Wehrmacht im Oktober die Kontrolle übernahmen. Im Januar 1942 gab es die ersten Hinrichtungen von Juden und Polen durch die Deutschen. Im August 1942 sollte die Deportation der Juden beginnen, viele waren aber bereits in die umliegenden Dörfer und Wälder geflüchtet. Im November 1942 wurden die letzten Juden der Stadt ins KZ Majdanek und das Vernichtungslager Belzec deportiert. 1944 endete die Besetzung durch die Deutschen. Bei einer Verwaltungsreform in der Volksrepublik Polen kam Frampol 1975 zur Woiwodschaft Zamość. 1993 erhielt der Ort wieder das Stadtrecht verliehen. Bei einer erneuten Verwaltungsreform in Polen wurde die Stadt 1999 Teil der Woiwodschaft Lublin.

### Einwohnerentwicklung
1827 wurden 669 Einwohner gezählt, davon 207 Juden. 1857 waren es 1479, davon 659 Juden. 1880 war die Einwohnerzahl auf 2154 Personen gestiegen, davon 1189 Juden. 1939, beim Ausbruch des Zweiten Weltkrieges, hatte Frampol etwa 4000 Einwohner. Durch den Krieg, vor allem durch die Bombardierung 1939 sowie die Deportation und Ermordung der Juden, sank die Einwohnerzahl stark und betrug 1946 nur noch 1266. Im Dezember 2006 hatte Frampol 1421 Einwohner.

## Gemeinde
Die Stadt-und-Land-Gemeinde Frampol hat eine Fläche von 107,6 km², auf der etwa 6200 Menschen leben. 

## Bauwerke
Die Kirche wurde zwischen 1873 und 1878 von dem Architekten Władysław Siennicki errichtet.
Auf dem jüdischen Friedhof befinden sich noch 85 Grabsteine, der älteste aus dem Jahr 1850.

## Wirtschaft und Infrastruktur

### Verkehr
Die innerstädtischen Straßen sind rechteckig angelegt und zeigen in nord-südlicher bzw. ost-westlicher Richtung. Die Landesstraße 74 (droga krajowa 74) kreuzt Frampol in ost-westlicher Richtung und verbindet sie mit den Städten Sulejów, Kielce, Opatów, Annopol, Kraśnik und Janów Lubelski im Westen und Szczebrzeszyn, Zamość sowie Hrubieszów im Osten. Die Woiwodschaftsstraße 835 (droga wojewódzka 835) verläuft in nord-südlicher Richtung durch das Stadtzentrum. Die 835 endet im Norden nach etwa 65 Kilometer in Lublin.
Der nächste internationale Flughafen ist der Flughafen Rzeszów-Jasionka etwa 90 Kilometer südwestlich von Frampol.

### Bildung
In Frampol gibt es die Józef-Piłsudski-Grundschule (Szkoła Podstawowa im. Józefa Piłsudskiego) und eine Realschule (Gimnazjum).